# Bnei Akiva

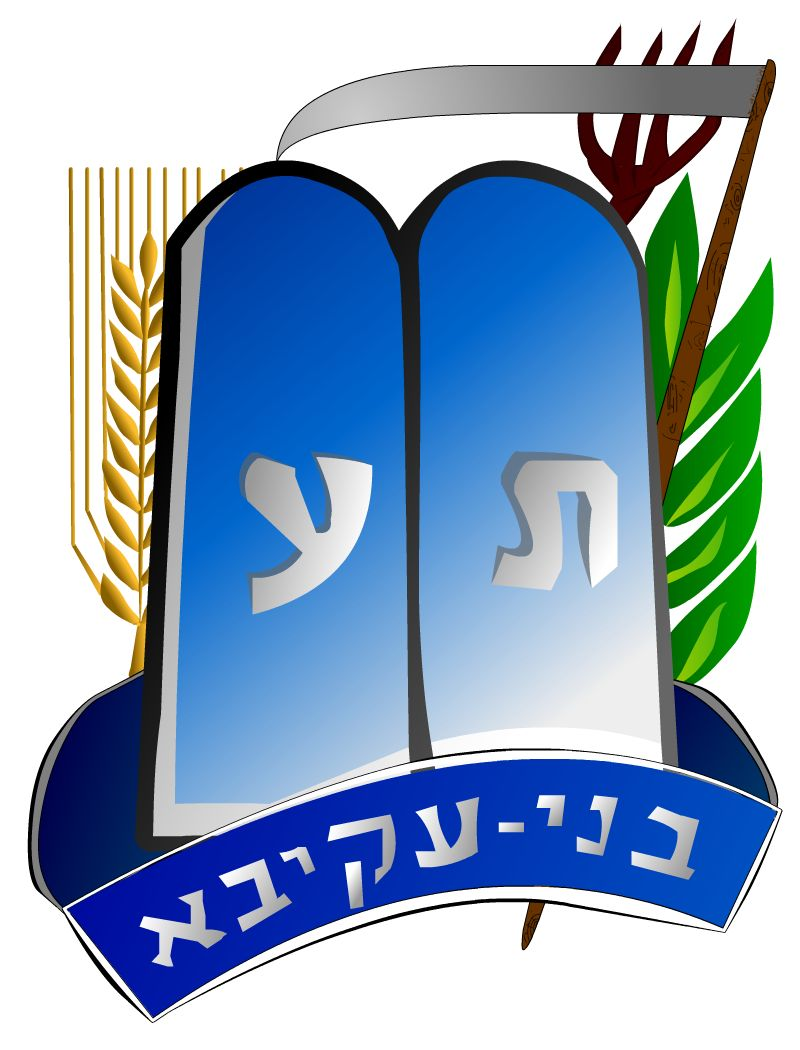
Logo der Bnei Akiwa

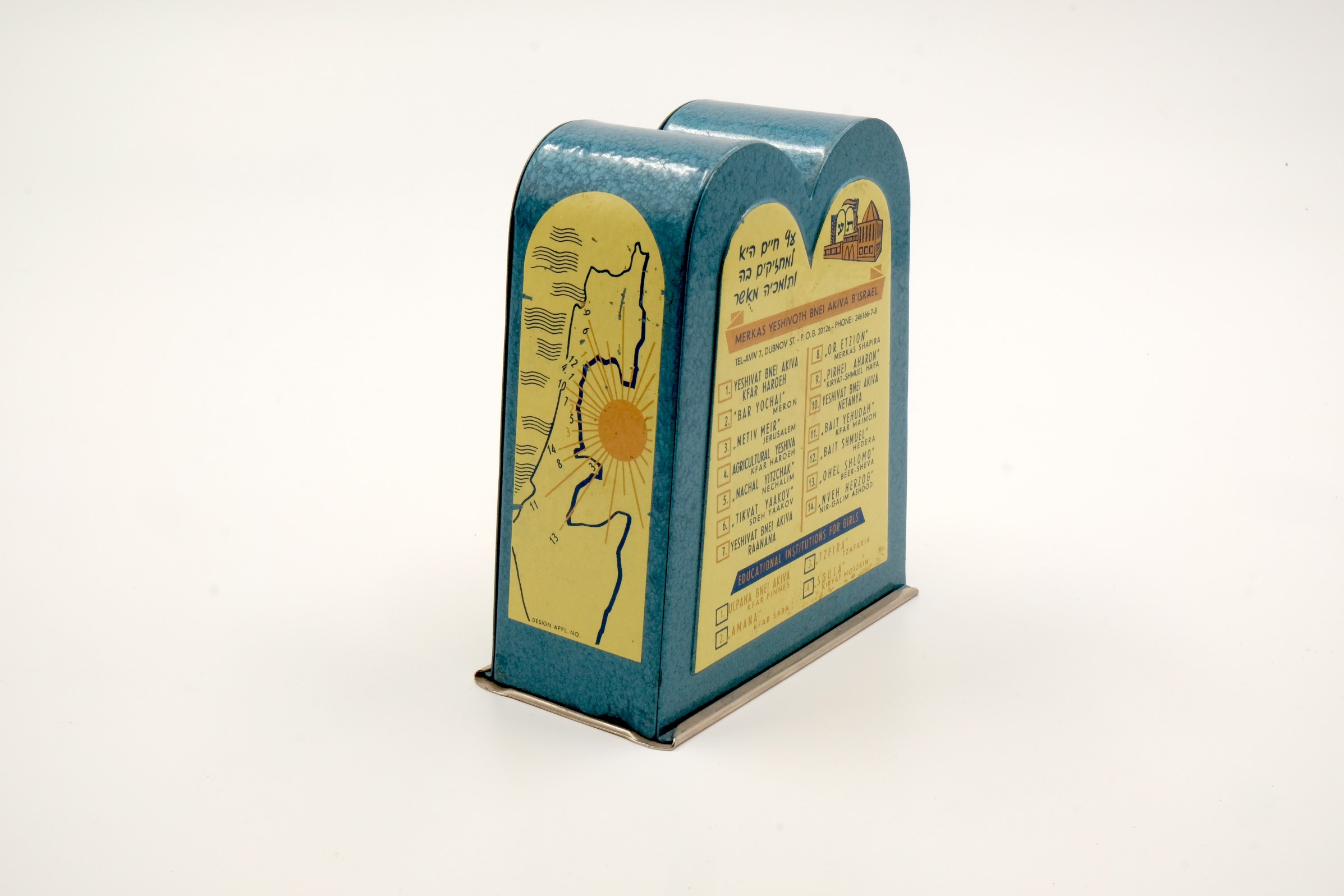
Spendenbüchse des Merkas Jeschiwot Bnei Akiva B'Israel, 1960–70er, Tel Aviv, in der Sammlung des Jüdischen Museums der Schweiz.

Bnei Akiva (hebräisch בני עקיבא, (Kinder Akiwas)), in der Schweiz: Bne Akiwa, ist ein religiös-zionistischer jüdischer Jugendverband. Mit über 50.000 Mitgliedern in mehr als 30 Ländern ist er die größte derartige Jugendorganisation der Welt. Er wurde am 28. Mai 1929 in Jerusalem gegründet und basiert auch heute noch auf dem gleichen Wahlspruch: „Tora we’Awoda“ (sinngemäß: Religion und Arbeit).
Nach dem Holocaust war ein enormer Zuwachs an Mitgliedern zu verzeichnen. Sie verfolgten das Ziel, einen jüdischen Staat Israel zu gründen, zu bewirtschaften und zu bewohnen. Später begann auch der Ausbau zu einer Organisation mit internationalen Beziehungen.

## Ausrichtung
Das Motto von Bnei Akiva lautet Tora va-Avodah (Tora und Gottesdienst, Letzteres wörtlich eigentlich Arbeit). Bnei Akiva zielt darauf ab, jüdische Jugendliche im Sinne von „Am Yisrael be-Eretz Yisrael al pi Torat Yisrael“ („Das Volk Israel im Land Israel nach der Tora Israels“) zu erziehen. Die Auswanderung nach Israel wird dabei als Gebot des Judentums angesehen. Der Name bezieht sich direkt auf die Geschichte von Rabbi Akiba, einem Mitbegründer des Rabbinischen Judentums.
Bnei Akiva ist dem religiösem Zionismus zuzuordnen und hatte starken Einfluss auf die Entstehung der israelischen Siedlerbewegung.
Bnei Akiva lehnt Mischehen und Assimilation in der Galut ab und tritt für eine Stärkung der Verbindung des jüdischen Volkes im Ausland mit den Werten des religiösen Zionismus und mit dem Staat Israel ein.
Nach dem Sechs-Tage-Krieg gründete Bnei Akiva an der Westmauer im Jüdischen Viertel der Jerusalemer Altstadt eine Jeschiwa. Nach Angaben der britischen BA-Sektion lassen sich Mitglieder von Bnei Akiva, die nach Israel auswandern, meist in israelischen Siedlungen und Groß- bzw. Entwicklungsstädten nieder.
In den letzten Jahrzehnten hat sich Bnei Akiva in das politische Spektrum des nationalreligiösen Rechtsextremismus in Israel bewegt. Mitte der 1980er Jahre, als Meir Kahane in die Knesset gewählt wurde, führte der damalige Vorsitzende von Bnei Akiva Israel, Yochanan Ben-Yaacov, noch eine Kampagne gegen Kahane und seine Ideologie. 2022 wurde jedoch der ehemalige weltweite Generalsekretär von Bnei Akiva, Ohad Tal, in die Knesset gewählt. Tal ist ein Vertreter der Ha-Ichud HaLeumi – Tkuma, einer rechtsextremen Partei, in der auch Anhänger von Kahane organisiert sind. Die Erfolge des von Ha-Ichud HaLeumi – Tkuma sind auch auf den Wahlaufruf von Chaim Druckman zurückzuführen, den geistigen Führer von Bnei Akiva in Israel. 2022 sagte Daniel Goldman, der ehemalige weltweite Vorsitzende von Bnei Akiva, dass er die Bewegung seiner Jugend in Großbritannien kaum wiedererkenne, und dass Rechtsextreme nun die Kontrolle über die Bewegung übernommen hätten.

## Kontroversen um Führung und Mitglieder
Meir Kahane, unter anderem bekannt als Gründer der Terrororganisation Kach, war als Jugendlicher zuerst Mitglied des Betar und ab 1952 Mitglied der Bnei Akiva in Israel, für die er später mehrere Ortsgruppen in den USA leitete.
Im Oktober 2012 leitete Chaim Druckman, der Rektor der Bnei-Akiva-Schulen und Knesset-Abgeordnete für die nationale-religiöse Mafdal, gemeinsam mit dem Rabbiner Dov Lior aus der Siedlung Kirjat Arba und dem Knesset-Abgeordneten Arieh Eldad in der israelischen Siedlung Schilo im besetzten Westjordanland eine Abschiedsfeier für Zvi Struck (Sohn der Knesset-Abgeordneten Orit Struck von Habajit Hajehudi), der als verurteilter Krimineller eine Gefängnisstrafe antreten musste. Struck hatte im Juli 2007 gemeinsam mit einem zweiten Täter einen palästinensischen Jugendlichen verprügelt, gefesselt, neben ihm Schusswaffen abgefeuert, ihn ausgezogen und nackt am Straßenrand zurückgelassen. Bereits drei Monate vorher hatten die beiden denselben Jugendlichen verprügelt und eine seiner Ziegen getötet.
Im Dezember 2013 verteidigte Chaim Druckman den Rabbiner Moti Elon, der wegen sexueller Übergriffe auf zwei seiner Studierenden verurteilt worden war. Er konnte trotz des Urteiles an der Jeschiwa Or Etzion unter der Leitung von Druckman unterrichten, was zu Protesten gegen Elon und gegen Druckman führte.
Nach der Entführung und Ermordung von drei israelischen Jugendlichen im Juni 2014 rief der internationale Generalsekretär von Bnei Akiva, Noam Perel, auf Facebook zur blutigen Rache und zur „Sühne durch das Blut unseres Feindes“ auf.
Oberrabbiner David Lau sprach sich gegen solche Aufrufe auf, und die Knessetabgeordnete Michal Rozin kritisierte Noam Perel für diesen rassistischen Aufruf zur Blutrache scharf. Daraufhin entschuldigte sich Noam Perel „für den Ärger, den [seine] Worte ausgelöst haben mögen“. Seine Äußerung hatte eine Petition und Aufrufe für seine Absetzung zur Folge.

## Bnei Akiva in Deutschland
In Deutschland ist „Bnei Akiva Deutschland e. V.“ seit 2017 im Vereinsregister eingetragen. Die deutsche Niederlassung sieht sich als Nachfolger der 1927 gegründeten Thora-Wa-Awoda-Stiftung und verweist darauf, dass Bnei Akiva nach 79 Jahren in Deutschland wieder als eine offiziell anerkannte rechtliche Organisation gilt, nachdem Vorläufer der Bewegung bereits 1910 in Deutschland aktiv waren.

## Bnei Akiva in Österreich
Im Jahre 1949 wurde der Grundstein für eine österreichische Vertretung gelegt. In Österreich gibt es nur einen Snif („Filiale“), welcher sich in Wien befindet. Heute zählt die Bnei Akiva in Österreich 100 Mitglieder.

## Bne Akiwa in der Schweiz
Im Jahre 1935 wurde der „Bne Akiwa Schweiz“ gegründet, welchen es heute in Zürich und Basel gibt. In Genf gab es früher auch einen Snif, dieser wurde jedoch von der Dachorganisation in Israel mangels genügend Mitgliedern geschlossen. 2011 zählte Bne Akiwa Schweiz rund 140 aktive Mitglieder. In der Schweiz organisiert Bne Akiwa jedes Jahr zwei Lager, eines im Sommer und eines im Winter. Alle zwei Jahre gibt es auch ein Wanderlager („Sayarim“), für die beiden ältesten Kwutzot (Gruppen) auch aus anderen Ländern Europas. Im Jahr darauf findet dann eine vierwöchige Israelreise statt, welche den „Chanichim“ (Teilnehmenden) den Gedanken von Tora we’Awoda näher bringen soll, sowie die Möglichkeit bietet, das Land genau kennenzulernen.